# Cavités souterraines de l'Hôtel Hervé
Cavités souterraines de l'Hôtel Hervé este o arie protejată (sit de importanță comunitară — SCI) din Franța întinsă pe o suprafață de 6 ha, integral pe uscat.

## Localizare
Centrul sitului Cavités souterraines de l'Hôtel Hervé este situat la coordonatele 47°29′14″N 0°05′55″W / 47.48722°N 0.09861°V.

## Înființare
Situl Cavités souterraines de l'Hôtel Hervé a fost declarat arie specială de conservare în baza directivei 92/43 din 1992 referitoare la conservarea habitatelor naturale și a faunei și florei sălbatice pentru a proteja 6 specii de animale.

## Biodiversitate
Situată în ecoregiunea atlantică, aria protejată conține 1 habitat natural: Peșteri inaccesibile publicului.
La baza desemnării sitului se află mai multe specii protejate de mamifere (6): liliac comun (Myotis myotis), liliac cârn (Barbastella barbastellus), liliac cu urechi mari (Myotis bechsteinii), liliacul mic cu potcoavă (Rhinolophus hipposideros), liliac cărămiziu (Myotis emarginatus), liliacul mare cu potcoavă (Rhinolophus ferrumequinum)
Pe lângă speciile protejate, pe teritoriul sitului au mai fost identificate 7 specii de mamifere.